# Fundación Pies Descalzos
Fundación Pies Descalzos es una organización caritativa colombiana fundada por Shakira en 1997 con el objetivo de ayudar a los niños pobres y víctimas del conflicto colombiano. La declaración de la misión de Pies Descalzos es "La Fundación Barefoot trabaja para garantizar que cada niño colombiano pueda ejercer su derecho a una educación de calidad. Nuestro modelo se enfoca en las comunidades desplazadas y vulnerables al abordar sus necesidades únicas".
El enfoque principal de la fundación es la ayuda a través de la educación, y la organización tiene cinco escuelas en toda Colombia que brindan educación y comidas a 4,000 niños. El 27 de abril de 2014, Shakira fue galardonada con el Premio Hero en los Radio Music Awards por su trabajo en la Fundación Pies Descalzos.
La actual directora ejecutiva de la fundación, Patricia Sierra Lopera, afirmó en una entrevista que la fundación se considera «apolítica», ya que ha trabajado de la mano con todos los gobiernos de turno desde su instauración.

## Historia
En 2004, el trabajo de la Fundación se dirigió a la ciudad natal de Shakira, Barranquilla. La Fundación construyó dos escuelas nuevas, Escuela Las Américas y Escuela Siete de Abril. Las escuelas trajeron cambios a dos barrios que habían sido devastados por el desplazamiento, la falta de vivienda y la pobreza. Las dos escuelas de Pies Descalzos brindaron servicios a 990 niños.
Ese mismo año, 'Pies Descalzos' inició el trabajo en Soacha, Cundinamarca, un suburbio en las afueras de Bogotá. Según la Red de Bienestar Social de Colombia, Soacha tiene una de las tasas más altas de víctimas entrantes de desplazamiento. Su trabajo comenzó en las escuelas Gabriel García Márquez y El Minuto en los barrios de Altos de Cazuca, brindando oportunidades para otros 980 niños.
El año 2004 fue significativo para la Fundación Pies Descalzos. Alcanzaron muchas de las metas que se habían fijado para la Fundación, trabajando con niños cuyas vidas se vieron afectadas por el conflicto colombiano. A muchos niños se les dio acceso a una educación, mejor nutrición y un nuevo sentido de esperanza. La fundación también inició una cafetería escolar que fue administrada totalmente por las madres del vecindario.
El apoyo a la Fundación proviene de las contribuciones de Shakira y las donaciones de empresas nacionales e internacionales que se preocupan por la responsabilidad social. También trabajan con corporaciones multilaterales que respaldan proyectos especiales y han formado alianzas con agencias gubernamentales. Durante febrero de 2008, Shakira subastó algunas de sus prendas y guitarras de gira en eBay para apoyar su fundación. En febrero de 2011, la Fundación FC Barcelona y Pies descalzos llegaron a un acuerdo para la educación de los niños a través del deporte.
El compromiso por parte de la fundación y la artista para mejorar el bienestar de los niños ha sido tan serio que incluso los estudiantes fueron invitados de manera completamente gratuita a asistir a los conciertos de la gira Las mujeres ya no lloran World Tour que tuvieron lugar en la ciudad de Barranquilla, reforzando así la presencia de la barranquillera en la preservación de las condiciones que disfrutan los pequeños.

## Financiamiento
En una entrevista realizada en 2025, la actual directora ejecutiva de la fundación, Patricia Sierra Lopera, afirmó que la organización se sostiene económicamente en un 40% por aportes propios de la misma Shakira y en un 60% por aportes de privados y gobiernos locales.

## Sedes
La fundación Pies Descalzos ha construido e intervenido un total de 19 colegios en distintas partes del mundo, 16 de ellos se encuentran en Colombia, dos en Haití y uno en Sudáfrica:

### Colombia
- Atlántico: Barranquilla
- Bolívar: Cartagena de Indias
- Chocó: Quibdó
- La Guajira: Maicao, Riohacha, Manaure, Uribia
- Norte de Santander: Tibú
- Cundinamarca: Soacha

### Haití
- Puerto Príncipe

### Sudáfrica
- Soweto